# Wimpeldrager
De wimpeldrager (Pteridophora alberti) is de enige soort in het geslacht Pteridophora uit de familie paradijsvogels. Het is een endemische vogelsoort uit Nieuw-Guinea. De wetenschappelijke naam is een eerbetoon aan de Duitse koning Albert van Saksen.

## Kenmerken
De volwassen wimpeldrager is ongeveer 22 cm lang. Het mannetje is zwart en geel en heeft een donkerbruine iris, een zwarte snavel met een lichtgroene binnenkant (mondopening). Verder heeft de wimpeldrager bruingrijze poten en twee opvallend lange (tot 50 cm), gekartelde, lichtblauwe kopveren met een parelachtige glans die hij naar believen kan opzetten. Het vrouwtje is grijsbruin met een V-vormige streepjes op de buik.
De sierveren aan de kop van het mannetje zijn zo vreemd dat, toen het eerste exemplaar naar Europa werd gebracht, men dacht dat het grap van de taxidermist ter plaatse was.

## Gedrag
Volwassen mannetjes zijn territoriaal. Het mannetje van de wimpeldrager bewaakt zijn territorium vanuit zitplaatsen bovenin hoge bomen. Van hieruit "zingt" hij en concurreert hij met mannetjes in nabijgelegen territoria. De zang lijkt een beetje op een mitrailleursalvo.
Hele uitgevallen, lange sierveren gebruikt de Archbolds prieelvogel (Archboldia papuensis) ter versiering van zijn "prieel". Mensen verzamelen deze veren weer uit de priëlen van deze prieelvogel.
In 1996 filmde David Attenborough voor het eerst het paringsritueel van de wimpeldrager.

## Verspreiding en leefgebied
De soort komt voor in het hooggebergte van het centrale bergland vanaf het Weylandgebergte in Papoea (nu Indonesië, het vroegere Nederlands-Nieuw-Guinea) tot aan de Kratke Range in Eastern Highlands (Papoea-Nieuw-Guinea).
De soort telt twee ondersoorten:
- P. a. alberti: westelijk-centraal Nieuw-Guinea.
- P. a. buergersi: oostelijk-centraal Nieuw-Guinea.

Het leefgebied bestaat uit nevelwoud op hellingen tussen de 1.400-2.850 meter boven de zeespiegel, maar ook bosranden grenzend aan menselijke bewoning, waar vooral vrouwtjes worden waargenomen.

## Status
Op de mannetjes wordt gejaagd vanwege de kostbare sierveren, die de plaatselijke bevolking gebruikt in ceremoniële kledij. Desondanks komt de soort nog relatief veel voor in geschikt leefgebied. Hij heeft daarom de beschermingsstatus 'niet bedreigd' op de Rode Lijst van de IUCN. De soort staat op bijlage II van de CITES, wat betekent dat de handel aan strenge vergunningen is gebonden.

Foto's
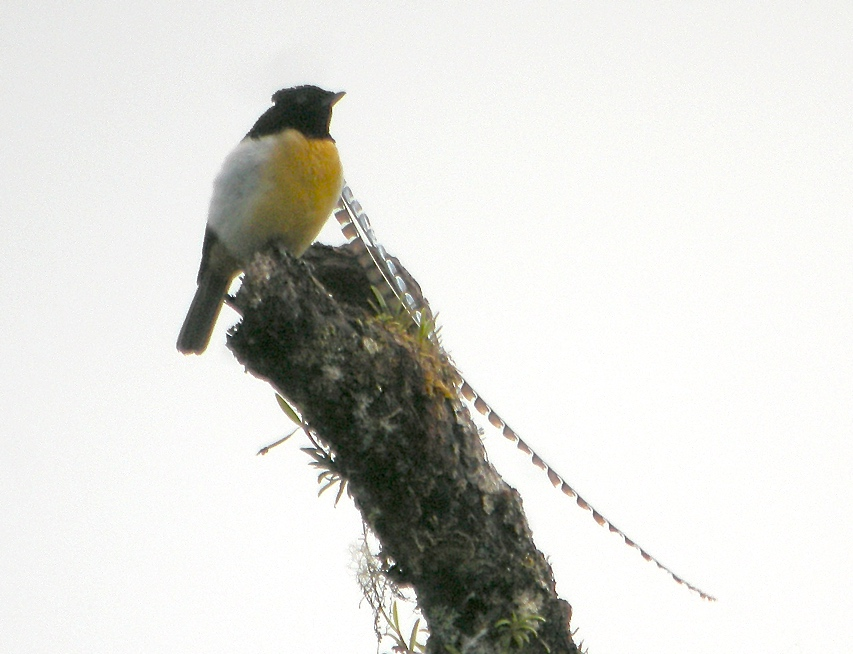
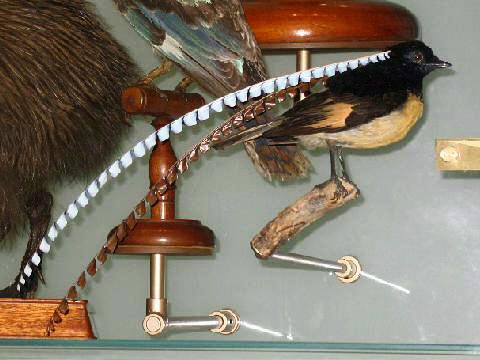
Opgezet mannetje in het AMNH.